# أن تي أن (قناة تلفزيونية)
«НТН» تقرأ (أن تي أن) (بالأوكرانية: Національні Телевізійні Новини) (التلفزيون الوطني للأخبار) قناة وطنية أوكرانية، بدأ البث في 1 نوفمبر 2004. تابعة لمجوعة (Inter Media Group)

## تأريخ القناة
بدأت قناة NTN البث في كييف وسيمفيروبول في 1 نوفمبر 2004
كانت المرحلة التالية في تطوير القناة التلفزيونية هي التطور النشط لشبكتها الوطنية. ثم تحولت NTN إلى 75 ترددًا في جميع أنحاء أوكرانيا. بعد أحداث الثورة البرتقالية، تسببت هذه الاحداث في بعض المشاكل مع القناة التلفزيونية - حتى جرت محاولات لتحديد الترددات من شركة التلفزيون ووضعها في المنافسة الاستثمارية، مع مرور الوقت، تم تسوية النزاع، واحتفظت NTN بحقها في البث على تردداتها.في نهاية عام 2007 ، انضمت NTN إلى Inter Media Group. في يوليو 2009 ، انضمت NTN إلى مجموعة Inter Inter Group. منذ 25 ديسمبر 2016 ، يتم البث بتنسيق 16: 9.